# Me (album)
Pour les articles homonymes, voir Me.
Albums de Misono
Sei -say-
(2008) Uchi
(2014)
Singles
Me est le 3e album de Misono, sorti sous le label Avex Trax le 30 juin 2010 au Japon.
Il atteint la 20e place du classement de l'Oricon, y restant classé pendant 2 semaines pour un total de 6 800 exemplaires vendus. Il sort en format CD, CD+DVD et CD+DVD en édition limitée.

## Liste des titres
Toutes les paroles sont écrites par Misono.
| 1.  | Tales... ~Me Version~                                                            | Misono, ats-                | 4:35 |
| 2.  | Kyūkon ~Yaruki, Genki, Sono Ki no Nekko~ (球魂～やる気・元気・その木の根っこ～)  | 久保田光太郎                | 3:53 |
| 3.  | ...Suki ××× (「...好き×××」)                                                     | 伊橋成哉, Susumu Nishikawa  | 4:17 |
| 4.  | Usotsuki Tane (ウソツキ種)                                                       | 野口耕一郎                  | 4:19 |
| 5.  | Jyunni ji mae no Tsuderella (0時前のツンデレラ)                                  | 伊橋成哉, Akira Murata      | 4:47 |
| 6.  | Joker                                                                            | 佐々倉有吾                  | 4:29 |
| 7.  | Tenbin ~Tsuyogari na Watashi x Yowagari na Kimi~ (天秤～強がりな私×弱がりな君～) | 久保田光太郎                | 4:39 |
| 8.  | 11 Eleven                                                                        | Masato Kitano, 久保田光太郎 | 4:14 |
| 9.  | End=Start                                                                        | Susumu Nishikawa            | 4:28 |
| 10. | Shūten ~Kimi no Ude no Naka~ (終点～君の腕の中～)                                | 藤末樹, Tōru Watanabe       | 5:01 |
| 11. | Watashi Iro (私色)                                                               | Kohmi Hirose, 井上慎二郎    | 4:55 |
| 12. | ?cm ~Misono and Two Tripod Partners! Version~ (Misonoと二人三脚! パートナー)     | 久保田光太郎                | 3:53 |
| 13. | Music Letter ~Me Version~                                                        | 扇谷研人                    | 4:59 |
| 14. | Kazoku no Hi (家族の日)                                                          | George Tokoro, 井上慎二郎   | 5:22 |
| 15. | Me ~Me Version~ (「ミィ」)                                                       | Misono, 藤田顕              | 4:02 |
| 16. | Last Time ~Romejuli~ (ラストタイム～ロミジュリ～)                                | Misono                      | 4:29 |

| 1. | Watashi Iro (私色) |  |
| 2. | Finger 5 Medley ~School Festival Live Tour Version~ (フィンガー5メドレー～学園祭～) |  |
| 3. | Rock Project Medley ~Fan Task Force for the First (Tentative) Live Event Version~ (第1回ファンクラブ準備室)                                                                            |  |
| 4. | Me ~Fan Task Force for the First (Tentative) Live Event Version~ (「ミィ」～第1回ファンクラブ準備室～)                                                                                 |  |
| 5. | Aburazemi♀(Osaka Version)-Piano・Version- ~Fan Task Force for the First (Tentative) Live Event Version~ (アブラゼミ♀(大阪バージョン) -ピアノ・バージョン- ～第1回ファンクラブ準備室～) |  |

| 1. | Watashi Iro (私色) |  |
| 2. | End=Start ~4 Misonos Version~ |  |
| 3. | Misono and Two Tripod Partners! Auditions Wanted ~Volume Recording~ (Misonoと二人三脚! パートナー募集オーディション～レコーディングの巻～) |  |